# More Betterness!
More Betterness! es el quinto álbum de estudio de larga duración de la banda estadounidense de punk rock No Use for a Name. Fue publicado en 1999. Este es el cuarto disco del grupo con Fat Wreck Chords. 
Con este disco, el grupo comienza una nueva etapa mucho más suave y melódica, y con un sonido más pop punk. Esto se puede comprobar, por ejemplo, en la voz de Tony Sly, que cambia totalmente en este álbum.
La canción "Fairytale of New York" es una versión de un tema de The Pogues. 

## Listado de canciones
1. «Not Your Savior» – 3:45
2. «Life Size Mirror» – 3:10
3. «Chasing Rainbows» – 2:49
4. «Lies Can't Pretend» – 2:48
5. «Why Doesn't Anybody Like Me?» – 3:09
6. «Sleeping In» – 3:06
7. «Fairytale of New York» – 4:04
8. «Pride» – 3:06
9. «Always Carrie» – 2:46
10. «Let It Slide» – 2:15
11. «Six Degrees from Misty» – 2:39
12. «Coming Too Close» – 3:18
13. «Saddest Song» – 4:00
14. «Room 19» – 3:20

## Formación
- Tony Sly - voces, guitarra
- Chris Shiflett - guitarra
- Matt Riddle - bajo
- Rory Koff - batería